# Leonhard Euler
« Euler » redirige ici. Pour les autres significations, voir Euler (homonymie).
Vous lisez un « bon article » labellisé en 2009.
Leonhard Euler (en allemand : [ˈleːɔnhaʁt ˈɔɪ̯lɐ] ), né le 15 avril 1707 à Bâle (Suisse) et mort le 7 septembre 1783 (18 septembre dans le calendrier grégorien) à Saint-Pétersbourg (Empire russe), est un mathématicien et physicien suisse, qui passa la plus grande partie de sa vie dans l'Empire russe et en Allemagne. Il était notamment membre de l'Académie royale des sciences de Prusse à Berlin.
Euler fit d'importantes découvertes dans des domaines aussi variés que le calcul infinitésimal et la théorie des graphes. Il introduisit également une grande partie de la terminologie et de la notation des mathématiques modernes, en particulier pour l'analyse mathématique, comme la notion de fonction mathématique. Il est aussi connu pour ses travaux en mécanique, en dynamique des fluides, en optique et en astronomie ou en géométrie du triangle.
Euler est considéré comme un éminent mathématicien du XVIIIe siècle et l'un des plus grands et des plus prolifiques de tous les temps. Une déclaration attribuée à Pierre-Simon de Laplace exprime l'influence d'Euler sur les mathématiques : « Lisez Euler, lisez Euler, c'est notre maître à tous. » Il était un fervent chrétien, croyant en l'inerrance biblique, et s'opposa avec force aux athées éminents de son temps.

## Biographie

### Premières années

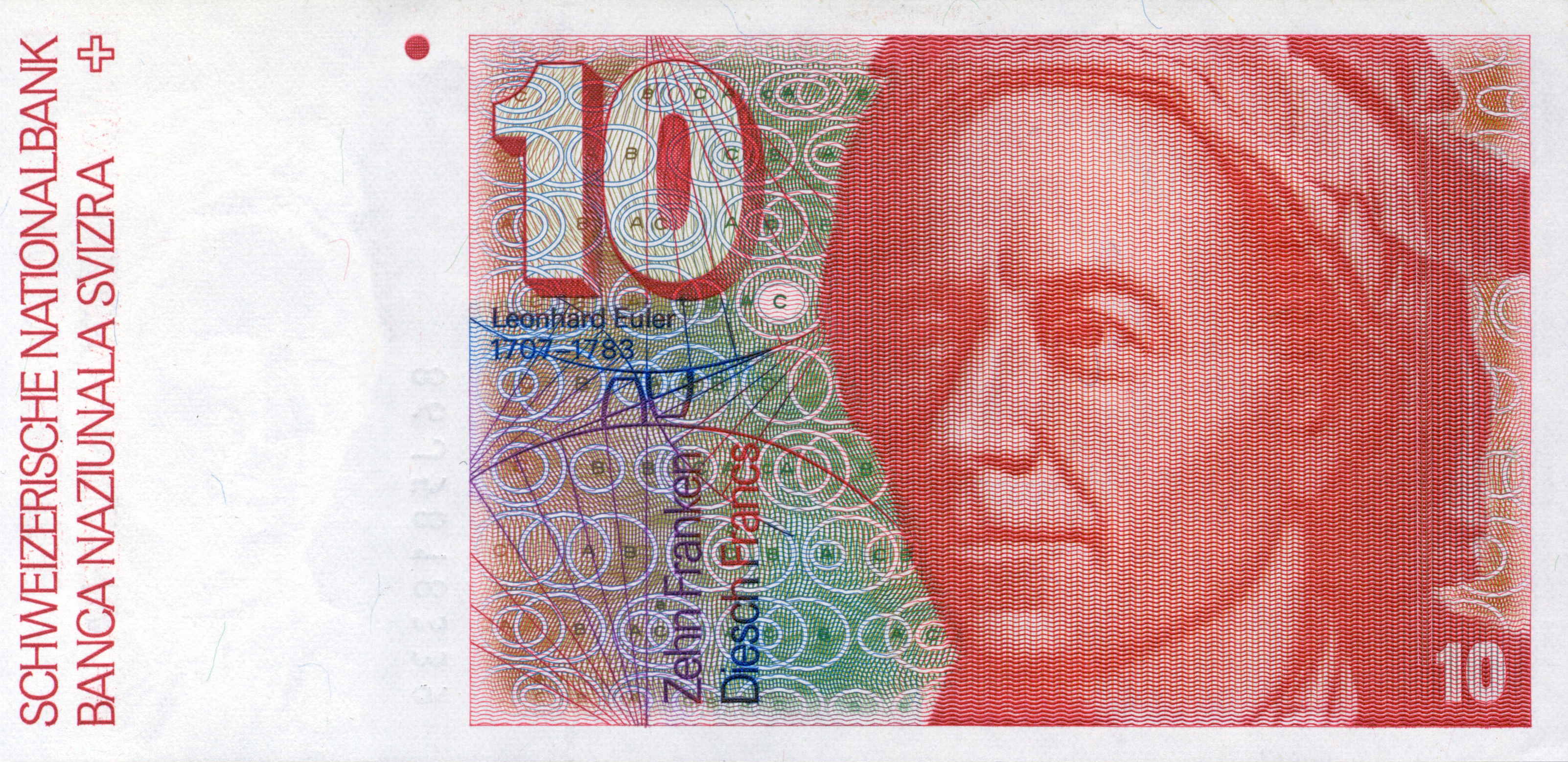
Ancien billet de 10 francs suisses, honorant Euler.

Leonhard Euler naît le 15 avril 1707 à Bâle, il est le fils de Paul Euler (1670-1745), modeste pasteur des Églises réformées de Suisse, affecté provisoirement à la paroisse Saint-Jacques au cœur de la cité bâloise et de Margaretha Brucker (1677-1761), fille de pasteur. Il a deux jeunes sœurs du nom d'Anna Maria et de Maria Magdalena. En 1708, alors que Leonhard n'a pas un an, la famille Euler déménage de Bâle pour rejoindre la campagne voisine à Riehen, où Paul Euler est nommé pasteur de la paroisse homonyme. Leonhard passe la plus grande partie de sa prime enfance entre Riehen, modeste village où se situe la maison du pasteur Euler, centre d'un foyer familial pieux et dévot, et Bâle, où résident ses grands-parents, ainsi que la plupart des amis de son père, anciens collègues à l'université de confession calviniste affirmée. Paul Euler, qui a suivi les cours de Jakob Bernoulli, est un ami du médecin, à la fois mathématicien et érudit humaniste, Jean Bernoulli, le frère de Jakob, depuis leurs jeunes années d'études universitaires. Paul donne les premières leçons de mathématiques à son fils et constate rapidement sa précocité d'assimilation et son esprit vif en calcul et géométrie. Lycéen à neuf ans dans la ville de Bâle, le jeune Leonhard réside chez sa grand-mère maternelle et il est déjà familier de la maison Bernoulli. Son père a souhaité au départ le confier au tutorat bienveillant de son ami, qui s'impose petit à petit comme un des principaux mathématiciens européens après avoir repris inopinément la charge de mathématicien de son défunt frère à l'université de Bâle en 1705. Mais le professeur Bernoulli refuse se disant accaparé par sa recherche et les fonctions de sa chaire : il ne peut que conseiller de bonnes lectures d'initiation à Leonhard, le laisser jouer avec son jeune fils Jean comme il en a pris l'habitude, et l'inviter comme un fils au sein de sa famille, pour le grand plaisir de sa femme, si sa grand-mère accepte et s'il est libre, durant les veilles de dimanches et de fêtes religieuses. Conscient des lacunes scientifiques du modeste lycée auquel il l'a inscrit, Paul Euler réserve à son fils des leçons particulières auprès du maître Johannes Burckhardt (1691-1743), à la fois théologien et mathématicien.
À l'âge de treize ans, en 1720, Leonhard est inscrit à l'université de Bâle, et en 1723 obtient sa maîtrise de philosophie ou Magister Philosophiæ, grâce à une dissertation qui compare les idées maîtresses de Descartes à celles de Newton. À cette époque, tous les samedis après-midi, l'étudiant peut poser des questions sur les difficultés rencontrées durant ses lectures d'ouvrages recommandés à Jean Bernoulli, qui ne lui donne pas à vrai dire de leçons particulières, mais lui explique au gré de la conversation ouverte les principes et raisonnements à mettre en œuvre. Ce faisant, Jean découvre un intérêt et un certain talent de Leonhard pour les questions mathématiques.
Après ces trois années de tronc commun conclues en 1723, le jeune titulaire de la maîtrise doit en principe étudier la théologie, le grec et l'hébreu à la demande de son père, afin de devenir comme lui un bon pasteur, mais Jean Bernoulli parvient à convaincre Paul Euler que Leonhard a des remarquables dispositions pour devenir un excellent mathématicien. En 1726, il termine brillamment ses études de mathématiques. Il recherche en vain un poste universitaire d'assistant en mathématiques. Mais en septembre 1726 lui parvient une invitation de l'académie de sciences de Saint-Pétersbourg sur recommandation des fils de Jean, Daniel et Nicolaus Bernoulli, déjà expatriés en Russie depuis plus d'un an, avec une première offre d'une chaire de physiologie (sic) qui s'explique par la disparition tragique de Nicolaus. En novembre 1726, Leonhard Euler se résigne à accepter finalement l'offre après avoir longtemps hésité, car ses connaissances en physiologie ne sont que rudimentaires, malgré un début de formation, et il espère encore un poste de professeur de physique à l'université de Bâle. Ainsi, après une formation rapide et intense à la faculté de médecine de Bâle, il part le 5 avril 1727 vers les lointaines rives de la Néva. Il n'a pas encore vingt ans.
En 1727, Leonhard participe au concours de l'Académie des sciences de Paris qui consiste à résoudre un problème scientifique. Cette année-là, le problème concret retenu consiste à justifier la meilleure façon de placer les mâts d'un navire. Euler remporte la deuxième place, derrière Pierre Bouguer, aujourd'hui reconnu comme le « père de l'architecture navale ». Par la suite, Euler, participant assidu à ce concours, gagnera le prestigieux prix annuel douze fois dans sa carrière.

### Saint-Pétersbourg
Créée en 1724 par Pierre le Grand, l'Académie des sciences de Saint-Pétersbourg était destinée à améliorer l'éducation en Russie et à combler le retard scientifique qui la séparait de l'Europe occidentale. En conséquence, elle était particulièrement intéressante pour les jeunes diplômés de l'université, aventureux, et les maîtres soucieux d'obtenir une chaire. L'académie possède dès l'origine suffisamment de ressources financières et une bibliothèque complète tirée de la bibliothèque privée de Pierre le Grand et de la noblesse russe. Très peu d'étudiants sont inscrits dans l'Académie, de façon à diminuer la charge des professeurs, à mettre l'accent sur la recherche et à offrir à son corps professoral à la fois le temps et la liberté d'effectuer des recherches scientifiques.
Répondant à l'appel dès sa fondation, les deux fils de Jean Bernoulli, Daniel et Nicolaus, travaillent dès l'année 1725 à l'Académie des sciences de Russie à Saint-Pétersbourg. En juillet 1726, Nicolas meurt de l'appendicite et la reprise par le cadet Daniel du poste de son frère en mathématiques et en physique explique la vacance du poste en physiologie qu'il avait préalablement occupé.

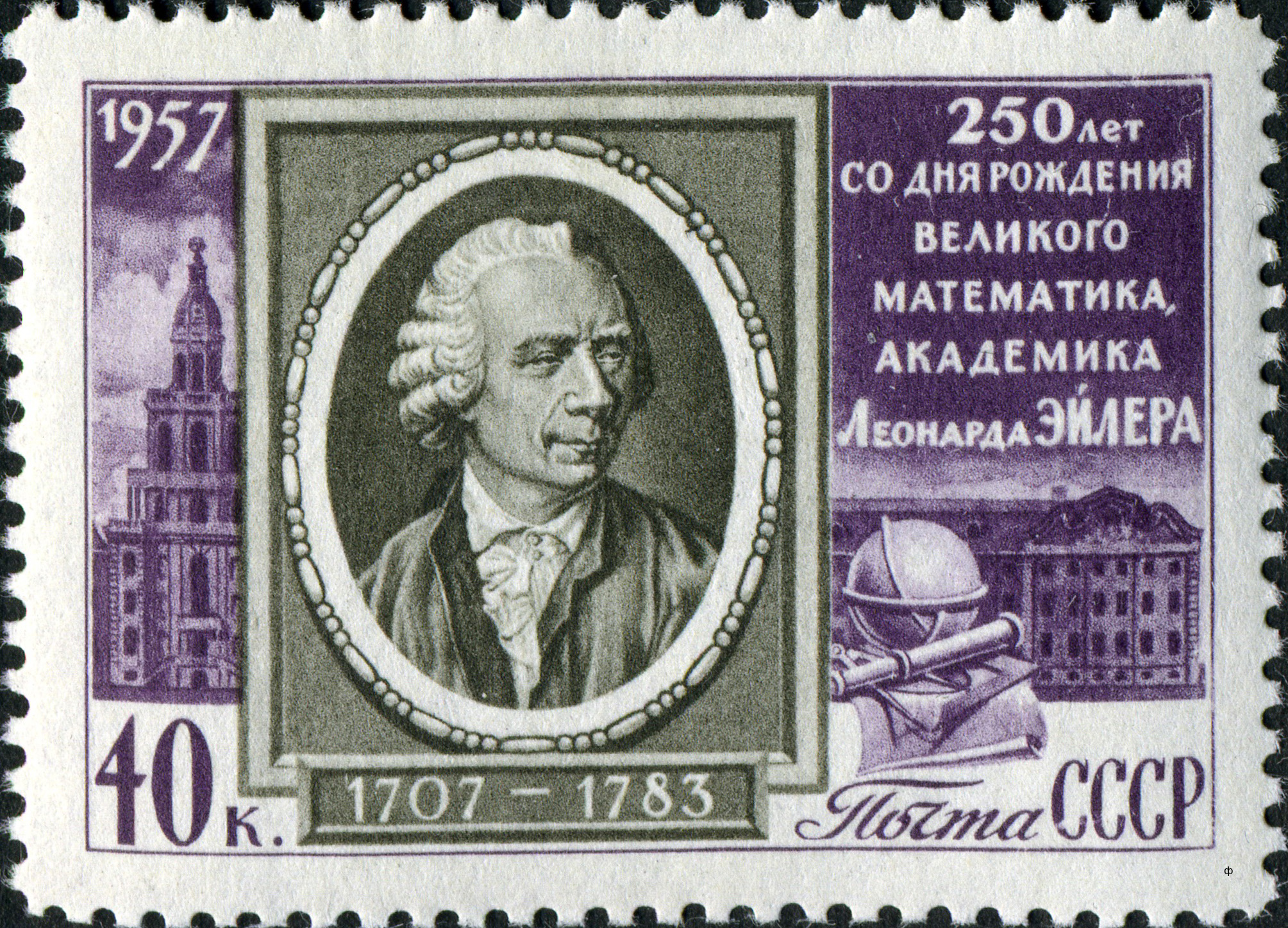
Timbre de 1957 de l'Union soviétique commémorant le d'Euler.

Euler arrive dans la capitale russe le 17 mai 1727, le jour de la mort de Catherine Ire de Russie, veuve de Pierre le Grand. Il s'attend à sa grande hantise à être affecté au département médical de l'académie, mais entretemps, un poste d'assistant s'est libéré au département de mathématiques. Il loge et travaille alors auprès de Daniel Bernoulli, qui, nommé professeur, n'est autre que son supérieur direct. Euler maîtrise assez rapidement le russe, puis il s'installe de manière indépendante à Saint-Pétersbourg. Il prend également un emploi additionnel de médecin dans la marine russe.
La défunte Catherine Ire de Russie s'était efforcée de suivre la politique de son défunt mari. La noblesse russe reprend lentement le pouvoir lors de l'ascension de Pierre II de Russie, âgé de douze ans. Les membres éminents de la noblesse se méfient des chercheurs étrangers ; le gouvernement réduit le financement universitaire et semble causer diverses tracasseries et difficultés aux recrues étrangères. Leurs conditions de travail semblent toutefois s'améliorer à la mort de Pierre II. Alors qu'Euler peut rapidement gravir les échelons au sein de l'Académie, jusqu'à devenir professeur de physique en 1731, Daniel Bernoulli se lasse de la censure et de l'hostilité dont il fait l'objet à Saint-Pétersbourg. Deux ans plus tard, il repart pour Bâle. Euler lui succède alors à la tête du département de mathématiques.
Le 7 janvier 1734, il épouse Katharina Gsell (1707-1773), fille du peintre émigré en Russie Georg Gsell (de) (1673-1740). Georg Gsell est un peintre suisse originaire de Saint-Gall, recruté par Pierre le Grand en 1716 pendant son voyage en Europe, il est à la fois marchand d'art et conservateur de la Kunstkamera.
Le jeune couple achète une maison avec vue sur la Neva. De leurs treize enfants, cinq seulement atteignent l'âge adulte, dont Johann, futur mathématicien, et Christoph (de), qui sera officier dans les armées prussienne et russe. Trois ans après le décès de Katharina Gsell en 1773, Leonhard Euler épouse une demi-sœur de celle-ci, Salomé Abigail Gsell (1723-1794), fille de Dorothea Graff (1678-1743) et de Georg Gsell (1673-1740). Dorothea Graff, fille de Anna Maria Sibylla Merian était comme elle peintre et naturaliste, et avait accompagné sa mère dans ses expéditions au Surinam.
L'intense activité professionnelle d'Euler ne l'empêche pas de s'intéresser à la situation politique du pays. À la guerre russo-ottomane qui, en 1739, vient de prendre fin s'ajoute le mécontentement de l'aristocratie locale, provoqué par la très forte présence germanique aux plus hauts postes du gouvernement et de l'administration. Avec l'accession au pouvoir, en 1740, de la fille de Pierre le Grand, la crainte de sévères purges contre l'élite germanique — et, par extension, tous les étrangers — pousse Euler à occuper un poste à l'Académie prussienne des sciences, sise à Berlin, qui lui est proposé par Frédéric II de Prusse.

### Berlin

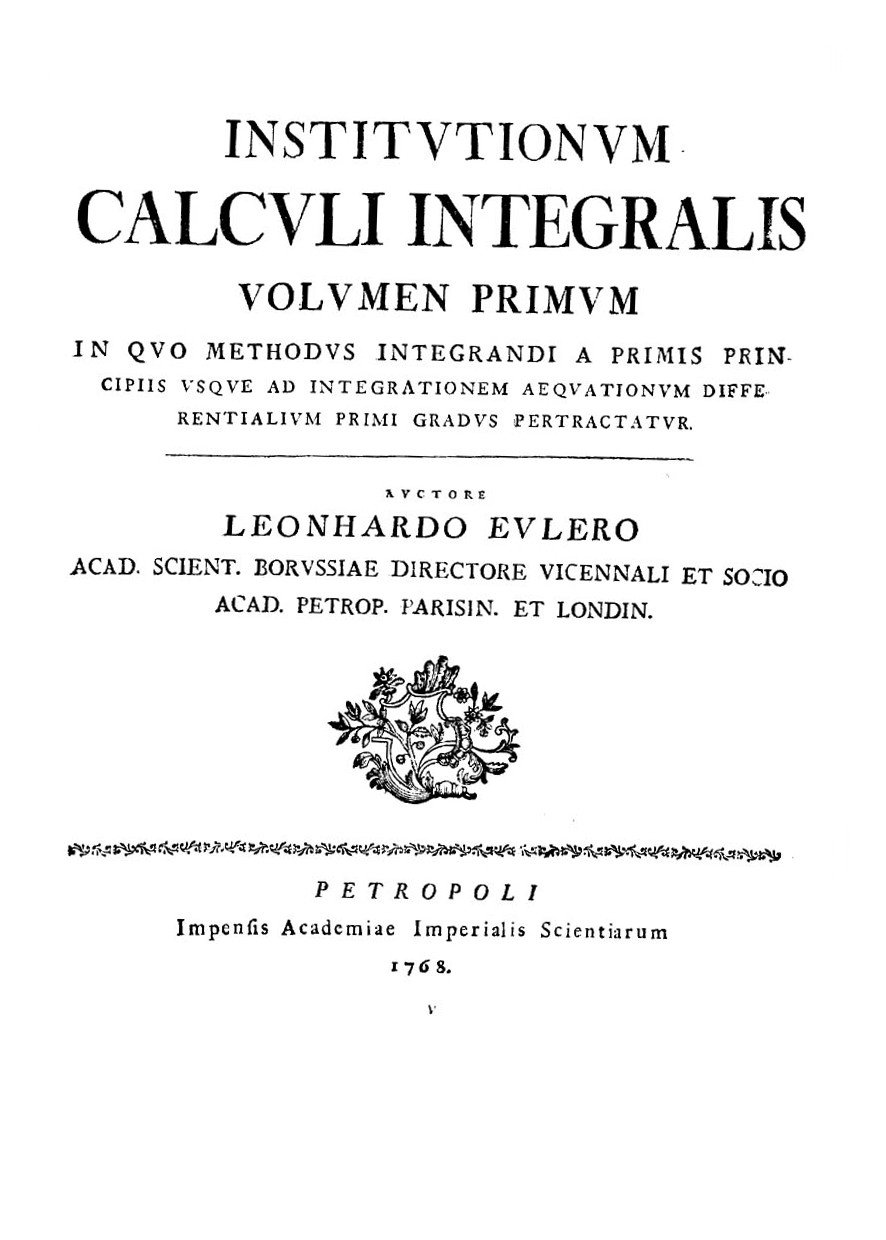
Institutiones calculi differentialis.

Euler quitte Saint-Pétersbourg le 19 juin 1741, pour Berlin où il écrira plus de 380 articles. À Berlin, il publie deux célèbres ouvrages : l'Introductio in analysin infinitorum (« Introduction à l’analyse des infiniment petits »), un texte sur les fonctions publié en 1748 et Institutiones calculi differentialis (« Traité du calcul différentiel »),, publié en 1755 et traitant du calcul différentiel.
En outre, Euler est invité à être le professeur de la princesse d'Anhalt-Dessau, la nièce de Frédéric II. Euler lui écrit plus de 200 lettres, qui sont ensuite rassemblées dans un best-seller intitulé Lettres à une princesse d'Allemagne (en) sur divers sujets de physique et de philosophie. Cet ouvrage contient des publications d'Euler sur divers sujets se rapportant à la physique et aux mathématiques, mais également sur des sujets philosophiques. Ce livre est devenu le plus largement lu de tous ses travaux mathématiques, et il a été publié en Europe et aux États-Unis. La popularité des « Lettres » témoigne de la capacité d'Euler à communiquer efficacement sur les questions scientifiques au public, une capacité rare pour un chercheur scientifique.
Après 26 ans passées à Berlin (1741 à 1766), où il devient directeur de fait de l'Académie après la mort de Maupertuis, Euler quitte Berlin pour retourner à Saint-Pétersbourg. Il semble qu'il ait été froissé du refus de Frederic II de lui conférer la direction officielle de l'Académie, en dépit de l'avis insistant de d'Alembert. De son côté, le roi voulait trop régenter l'institution académique et préférait faire venir des Français philosophes peu du goût d'Euler. Finalement il accepte la fonction de vice-président de l'académie de Saint-Pétersbourg que la tsarine Catherine II de Russie lui offrait à des conditions avantageuses, et il quitta la Prusse en 1766, au grand regret du roi, qui voulut garder au moins son plus jeune fils près de lui.

### Déclin de la vue

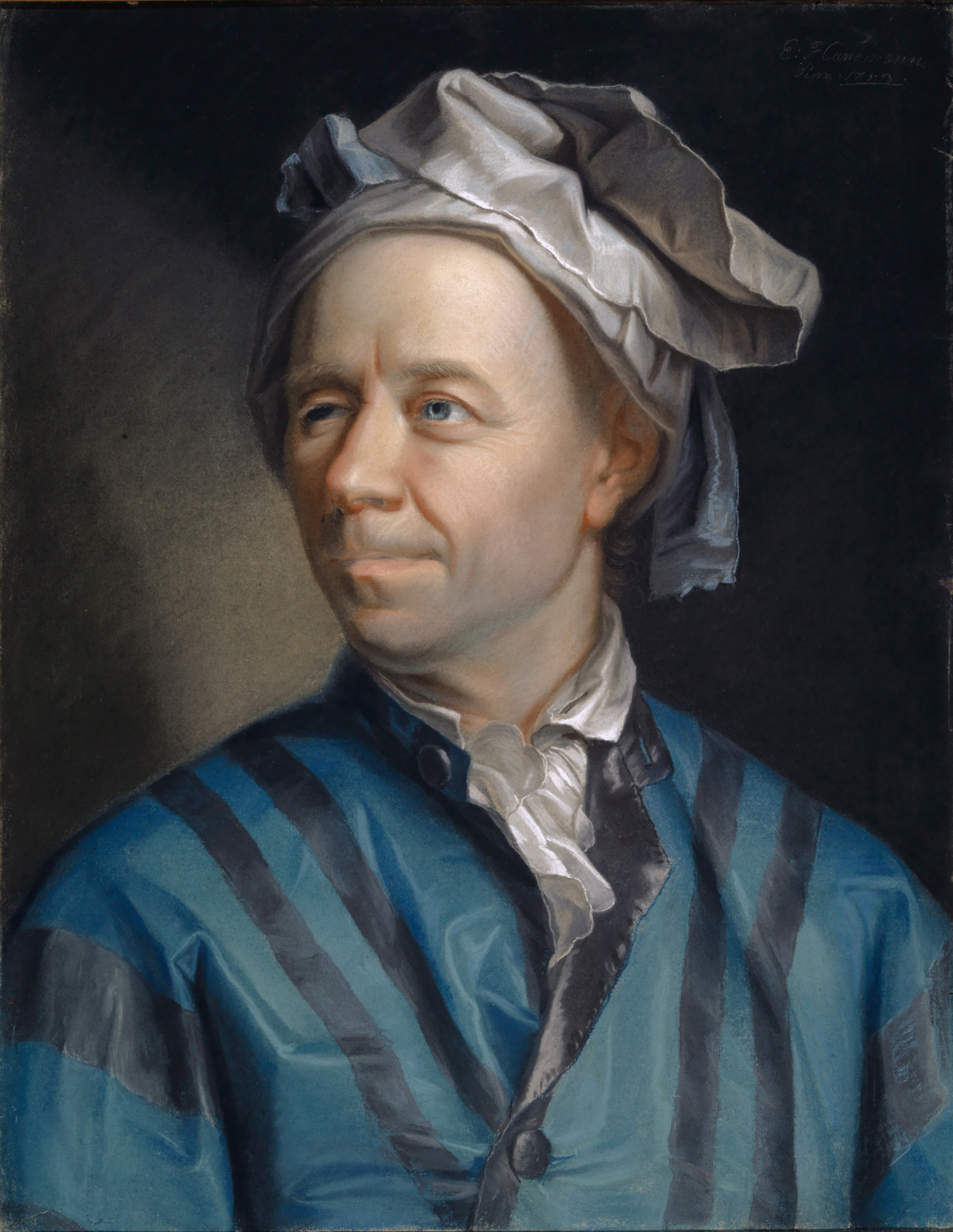
Portrait de 1753 par Emanuel Handmann. Cette représentation indique des problèmes de la paupière droite et un possible strabisme. L'œil gauche semble en bonne santé, mais il a plus tard été affecté par une cataracte.

La vue d'Euler se dégrade tout au long de sa carrière en mathématiques. Trois ans après avoir souffert d'une fièvre quasi mortelle en 1735, il devient presque aveugle de l'œil droit. Euler attribue plutôt son état au travail minutieux qu'il a effectué en cartographie pour l'Académie de Saint-Pétersbourg. La vue de son œil droit empire tout au long de son séjour en Allemagne, si bien que Frédéric II le surnomme « Cyclope »,,. Euler souffre ensuite d'une cataracte de l'œil gauche, le rendant presque totalement aveugle. Il semble que ce mauvais état ait peu d'effet sur sa productivité, Euler compensant son handicap par ses compétences en calcul mental et par sa mémoire eidétique. Par exemple, Euler peut répéter l'Énéide de Virgile, du début à la fin, sans hésitation, et pour chaque page de son édition, il peut citer la première ligne et la dernière. Avec l'aide de ses scribes, la productivité d'Euler dans de nombreux domaines d'étude augmente en fait. Ainsi, il produit en moyenne un document de mathématiques par semaine au cours de l'année 1775.

### Retour en Russie

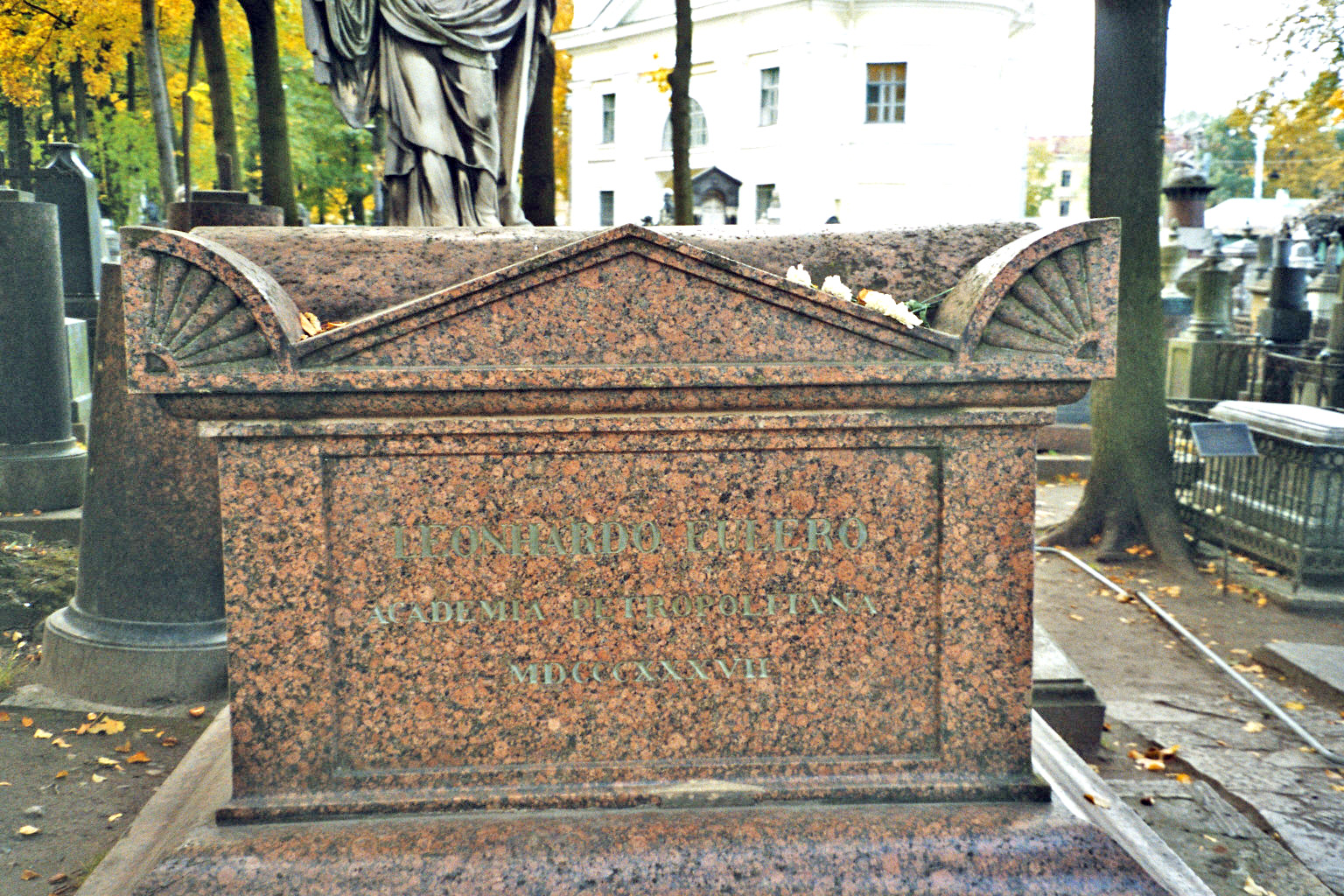
La tombe de Leonhard Euler au monastère Alexandre-Nevski.

Pendant son séjour à Berlin, il n'a pas complètement rompu le lien avec la Russie et il est de notoriété publique qu'il envoie de nombreux articles à l'Académie de Saint-Pétersbourg lorsque ceux-ci traitent de questions en rapport avec les écrits de son premier séjour en Russie. En 1742, il reçoit à Berlin, depuis la Russie, la promesse du versement d'une pension en contrepartie de ses travaux pour l'Académie de Saint-Pétersbourg. Une anecdote singulière permet de se faire une idée précise de la nature conflictuelle de ses relations avec son patron. Avec ironie, Frédéric II le Grand évoque, dans une lettre à d'Alembert, la perte d'une série de notes personnelles par le mathématicien lors du naufrage d'une embarcation qui le conduit à Saint-Pétersbourg : « Quel dommage ! Quand on pense qu'il aurait pu en tirer six tomes pleins de chiffres, du début à la fin ! L'Europe risque fort de se voir privée d'une lecture qui aurait été si plaisante. »
La situation en Russie s'est grandement améliorée depuis l'accession au trône de Catherine II de Russie. En 1766, Euler accepte son invitation à venir renforcer le prestige de la nouvelle Académie des sciences de Saint-Pétersbourg. Une solde très avantageuse de 3 000 roubles lui est offerte à son retour en Russie. En outre, la tsarine met un cuisinier à sa disposition sur ses deniers royaux. Elle nomme la princesse Dashkova à la Direction de l'Académie, celle-ci accompagne le savant jusqu'à la salle de réunion. Puis un professeur particulièrement imbu de sa personne exige le fauteuil d'honneur, à côté de la présidence. La princesse se dirige alors vers Euler et lui adresse ces paroles exquises : « Prenez le siège que vous souhaitez, Monsieur, car il sera, nous n'en doutons pas, le plus distingué, le premier de tous. »
C'est ainsi qu'il passa le reste de sa vie en Russie. Son second séjour dans le pays est cependant marqué par la tragédie. Un incendie à Saint-Pétersbourg en 1771 lui coûte son domicile, et manque de lui ôter la vie. En 1773, il perd son épouse Katharina après presque 40 ans de mariage. Trois ans après la mort de sa femme, Euler se remarie avec la demi-sœur de celle-ci, Salomé Abigail Gsell (1723-1794). Ce mariage va durer jusqu'à sa mort,.
Le 18 septembre 1783, Euler décède à Saint-Pétersbourg d'une hémorragie intra-cérébrale et est enterré auprès de son épouse Katharina au cimetière luthérien de Smolensk, sur l'île Vassilievski (au XXe siècle le cimetière a été fermé, les restes d'Euler ont été transférés au cimetière Saint-Lazare du monastère Alexandre-Nevski). Son éloge funèbre est écrit pour l'Académie française par le mathématicien et philosophe français Nicolas de Condorcet. Le récit de sa vie, avec une liste de ses œuvres, sera écrit par Nikolaus von Fuss, son secrétaire permanent à l'Académie des sciences de Russie, qui avait épousé en 1784 une de ses petites-filles. Condorcet écrit dans son Éloge : « il cessa de calculer et de vivre ».

## Contributions aux mathématiques

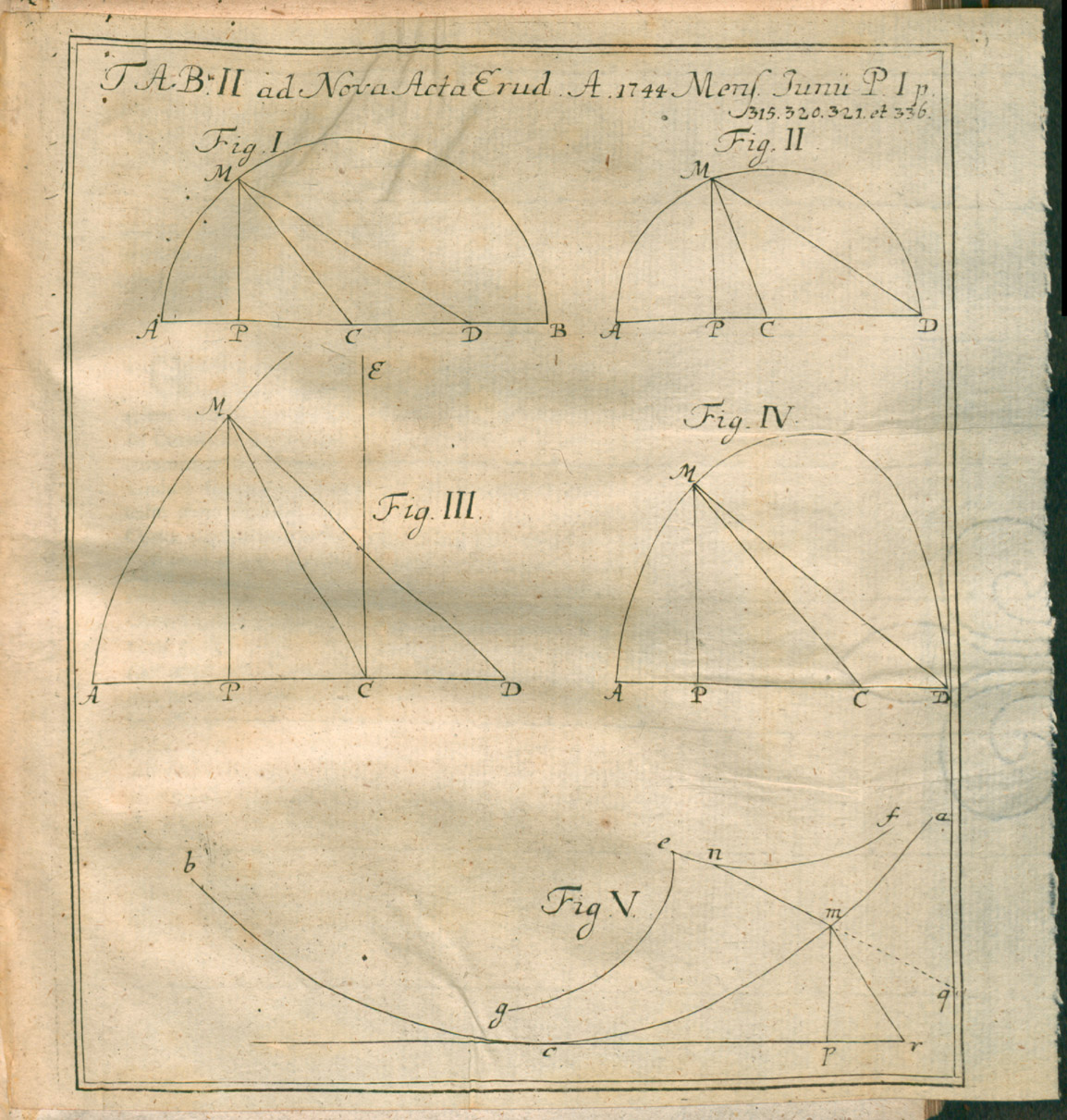
Illustration à Solutio problematis... a. 1743 propositi publiée sur les Acta Eruditorum, 1744.

Leonhard Euler a travaillé dans presque tous les domaines des mathématiques : la géométrie, le calcul infinitésimal, la trigonométrie, l'algèbre et la théorie des nombres. Il est une figure capitale de l'histoire des mathématiques : s'ils étaient imprimés, ses écrits, dont beaucoup sont d'un intérêt fondamental, pourraient occuper entre quarante et soixante ouvrages. Le nom d'Euler est associé à un grand nombre de sujets.

### Notation mathématique
Euler a introduit et popularisé plusieurs conventions de notation par le biais de ses nombreux ouvrages largement diffusés. Plus particulièrement, il a introduit la notion de fonction et a été le premier à écrire f(x) pour désigner la fonction f appliquée à l'argument x, en 1734. Il a également introduit la notation moderne des fonctions trigonométriques, la lettre e pour la base du logarithme naturel (également connue sous le nom de nombre d'Euler) en 1727, la lettre grecque Σ pour désigner une somme en 1755 et la lettre i pour représenter l'unité imaginaire, en 1777. L'utilisation de la lettre grecque π pour désigner le rapport de la circonférence d'un cercle à son diamètre a également été popularisée par Euler, mais celui-ci n'est pas à l'origine de la notation.

### Analyse
Le développement du calcul infinitésimal a été au premier plan des recherches mathématiques du XVIIIe siècle, et la famille Bernoulli — amis d'Euler — est à l'origine de nombreux progrès dans ce domaine. Grâce à leur influence, l'étude du calcul infinitésimal est devenu l'un des axes principaux du travail d'Euler. Bien que certaines des démonstrations d'Euler ne soient pas acceptables au regard des normes modernes de rigueur mathématique, ses idées ont tout de même conduit à de grandes avancées.
Euler est bien connu dans le domaine de l'analyse pour son usage fréquent des séries numériques et des séries entières. Il a notamment montré que le nombre e est la somme de la série de terme général 1/n ! :
{\displaystyle \mathrm {e} =\sum _{n=0}^{\infty }{\dfrac {1}{n\,!}}=\lim _{n\to \infty }\left({\frac {1}{0\,!}}+{\frac {1}{1\,!}}+{\frac {1}{2\,!}}+\cdots +{\frac {1}{n\,!}}\right)\cdot }
Il a trouvé le « développement en série entière » de la fonction exponentielle :
{\displaystyle \mathrm {e} ^{x}=\sum _{n=0}^{\infty }{\dfrac {x^{n}}{n\,!}}=\lim _{n\to \infty }\left({\frac {1}{0\,!}}+{\frac {x}{1\,!}}+{\frac {x^{2}}{2\,!}}+\cdots +{\frac {x^{n}}{n\,!}}\right)\cdot }
et celui de la fonction arc tangente.
Sa ténacité à utiliser les développements en séries lui a permis de résoudre le fameux problème de Bâle en 1735 :
{\displaystyle \sum _{n=1}^{\infty }{\dfrac {1}{n^{2}}}=\lim _{n\to \infty }\left({\frac {1}{1^{2}}}+{\frac {1}{2^{2}}}+{\frac {1}{3^{2}}}+\cdots +{\frac {1}{n^{2}}}\right)={\frac {\pi ^{2}}{6}}\cdot }
Euler est pleinement conscient de la nécessité de démontrer rigoureusement les résultats de convergence dont il se sert, mais cela ne l'empêche pas d'écrire également des formules « paradoxales » telle que 1 + 2 + 4 + 8 + 16 + ... = –1, de définir des règles d'emploi et de calcul avec de telles séries divergentes, et de les utiliser pour obtenir des résultats inattendus concernant, par exemple, la fonction zêta.

Une interprétation géométrique de la formule d'Euler.

Euler a introduit l'utilisation de la fonction exponentielle et des logarithmes dans les démonstrations en analyse. Il a découvert des moyens d'exprimer différentes fonctions logarithmiques en utilisant les séries entières, et il a étendu la notion de logarithme aux nombres négatifs et aux nombres complexes. Il a également défini la fonction exponentielle pour les nombres complexes et a découvert la relation qui la lie aux fonctions trigonométriques :
pour tout réel φ, {\displaystyle \mathrm {e} ^{\,\mathrm {i} \,\varphi }=\cos(\varphi )+\mathrm {i} \,\sin(\varphi ).\,}
Un cas particulier de cette « formule d'Euler », obtenu en donnant à φ la valeur {\displaystyle \pi } est
{\displaystyle \mathrm {e} ^{\,\mathrm {i} \,\pi }=-1\ }, qu'on préfère souvent écrire : {\displaystyle \mathrm {e} ^{\,\mathrm {i} \,\pi }+1=0\,}
formule connue sous le nom d'identité d'Euler, et qualifiée de « formule la plus remarquable des mathématiques » par Richard Feynman, car elle réunit en seulement 7 caractères l'addition, la multiplication, l'exponentiation, l'égalité et les constantes remarquables 0, 1, e, i et π. En 1988, les lecteurs de The Mathematical Intelligencer l'ont désignée comme « la plus belle formule mathématique de tous les temps, ». Au total, le nom d'Euler figurait dans trois des cinq formules arrivées en tête de ce vote,.
La formule de De Moivre
{\displaystyle (\cos(x)+\mathrm {i} \,\sin(x))^{n}=\cos(nx)+\mathrm {i} \,\sin(nx)~}
est une conséquence directe de la formule d'Euler.
En outre, Euler a contribué à la théorie des fonctions transcendantes avec l'introduction de la fonction bêta et de la fonction gamma. Il a également introduit une nouvelle méthode pour résoudre les équations quartiques. Il a aussi trouvé une façon de calculer des intégrales avec des limites complexes, préfigurant le développement moderne de l'analyse complexe, et a inventé le calcul des variations, qui inclut l'un de ses résultats les plus célèbres, nommé l'équation d'Euler-Lagrange.
Euler fut le pionnier de l'utilisation de méthodes d'analyse pour résoudre des problèmes de la théorie des nombres. Ce faisant, il a réuni deux branches différentes des mathématiques et introduit un nouveau champ d'étude : la théorie analytique des nombres. Euler a aussi introduit la théorie des séries hypergéométriques, des fonctions hyperboliques et la théorie analytique des fractions continues. Par exemple, il a prouvé l'infinité des nombres premiers en utilisant la divergence de la série harmonique, et il a utilisé les méthodes analytiques pour avoir une meilleure compréhension de la répartition des nombres premiers. Les travaux d'Euler dans ce domaine ont contribué à l'élaboration du théorème des nombres premiers.

### Théorie des nombres
L'intérêt d'Euler pour la théorie des nombres peut être attribué à l'influence de Christian Goldbach, son ami à l'Académie de Saint-Pétersbourg. Un grand nombre des premiers travaux d'Euler en théorie des nombres est fondé sur les travaux de Pierre de Fermat. Euler a développé quelques idées de Fermat, et a réfuté certaines de ses conjectures.
Euler a fait le lien entre la distribution des nombres premiers et l'analyse. Il a démontré que la série des inverses des nombres premiers diverge. Pour ce faire, il a découvert un lien entre la fonction zêta de Riemann et les nombres premiers.
Euler a démontré les identités de Newton, le petit théorème de Fermat, le théorème des deux carrés de Fermat, et il a également travaillé sur le théorème des quatre carrés de Lagrange. Il a aussi défini la fonction φ qui associe à tout entier {\displaystyle n} le nombre d'entiers positifs inférieurs à n et qui sont premiers avec n. En utilisant les propriétés de cette « indicatrice », il a généralisé le petit théorème de Fermat pour aboutir à ce qui est maintenant connu sous le nom de théorème d'Euler. Il a contribué de manière significative à la recherche sur les nombres parfaits, qui ont fasciné les mathématiciens depuis Euclide. Euler a également conjecturé la loi de réciprocité quadratique. Cet énoncé est considéré comme un théorème fondamental de la théorie des nombres, et en cela Euler a ouvert la voie aux travaux de Carl Friedrich Gauss.
En 1772, Euler a démontré que 231 – 1 = 2 147 483 647 est un nombre de Mersenne premier. Il est resté le plus grand nombre premier connu jusqu'en 1867.

### Géométrie

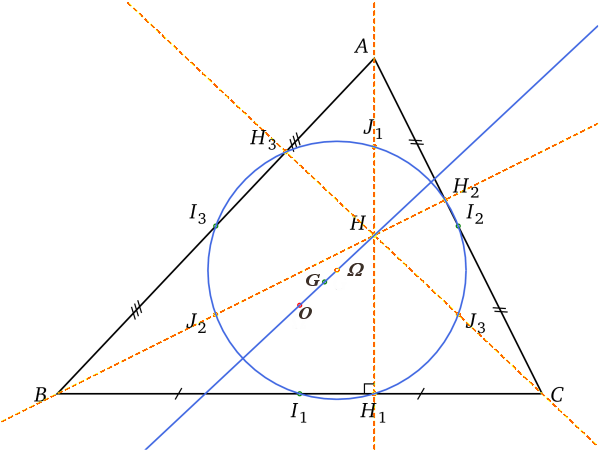
Cercle et droite d'Euler d'un triangle quelconque.

Comme dans les autres domaines des mathématiques, les contributions d'Euler à la géométrie sont exceptionnelles : angles d'Euler, droite d'Euler, cercle d'Euler, relation entre cercle inscrit et circonscrit, etc.
À titre d'exemple, il a montré que, pour tout triangle, les neuf points suivants :
- les pieds des trois hauteurs (H1, H2 et H3 dans le diagramme),
- les milieux des trois côtés (I1, I2 et I3 dans le diagramme) ;
- les milieux de chacun des segments reliant l'orthocentre aux sommets du triangle (J1, J2 et J3 dans le diagramme),

sont situés sur un même cercle. Ce « cercle des neuf points » est encore appelé « cercle d'Euler » associé au triangle.
Euler a démontré aussi que, dans tout triangle, l'orthocentre, le centre du cercle circonscrit, le centre de gravité et le centre du cercle des neuf points sont alignés. La droite qui les porte est appelée « droite d'Euler » associée au triangle.

### Théorie des graphes

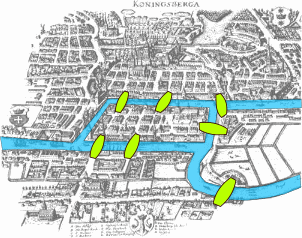
Carte de Königsberg au temps d'Euler, montrant le schéma réel de disposition des sept ponts.

En 1736, Euler résout le problème des sept ponts de Königsberg. La ville de Königsberg, en Prusse, est traversée par la rivière Pregolia, qui entoure deux grandes îles reliées entre elles et aux deux rives par sept ponts. Le problème était de savoir s'il est possible de suivre un chemin qui emprunte chaque pont une fois et une seule et revienne au point de départ. Euler établit que, pour que ce soit possible, il aurait fallu que chacune des quatre zones géographiques (les deux îles et les deux rives) soit atteinte par un nombre pair de ponts — en termes modernes : que chacun des quatre « sommets » du « graphe » soit adjacent à un nombre pair d'« arêtes » (un graphe ayant cette propriété est dit « eulérien »). La résolution de ce problème est considérée comme le premier théorème de la théorie des graphes.
Euler a également établi la formule S – A + F = 2 liant le nombre de sommets, d'arêtes et de faces d'un polyèdre convexe, et donc d'un graphe planaire. La constante de cette formule est maintenant connue comme la caractéristique d'Euler pour un graphe (ou pour un autre objet mathématique), et est liée au genre de l'objet. L'étude et la généralisation de cette formule, notamment par Cauchy et L'Huillier, est à l'origine de la topologie.
En outre, Leonhard Euler est le premier à avoir étudié le problème du cavalier, en 1759. Il publiera ses recherches sur la question dans « Solution d'une question curieuse qui ne paraît soumise à aucune analyse ».

### Mathématiques appliquées
Certains des plus grands succès d'Euler ont été dans la résolution des problèmes analytiques dans des domaines autres que les mathématiques et dans la description de nombreuses applications des nombres de Bernoulli, des séries de Fourier, des diagrammes de Venn, des nombres d'Euler, des constantes e et π, des fractions continues et des intégrales. Il a développé des outils qui rendent plus faciles à appliquer certains problèmes physiques. Il a fait progresser le domaine de l'amélioration de l'approximation numérique d'intégrales, en inventant ce qui est maintenant connu sous le nom de méthode d'Euler. Euler a également démontré, en même temps que l'Écossais Colin Maclaurin — mais indépendamment — la formule d'Euler-Maclaurin. Il a aussi facilité l'utilisation des équations différentielles, en particulier en introduisant la constante d'Euler-Mascheroni :
{\displaystyle \gamma =\lim _{n\rightarrow \infty }\left(1+{\frac {1}{2}}+{\frac {1}{3}}+{\frac {1}{4}}+\cdots +{\frac {1}{n}}-\ln(n)\right).}
Un des domaines les moins communs qui intéressaient Euler était l'application des idées mathématiques à la musique. En 1739, il écrivit Tentamen novæ theoriæ musicæ, dans l'espoir de finalement intégrer la théorie musicale aux mathématiques. Cette partie de son travail, cependant, n'a pas reçu une grande attention et a été décrite comme trop mathématique pour les musiciens, mais aussi trop musicale pour les mathématiciens. On y trouve cependant le tout premier exemple de théorie des graphes avec une disposition des notes couramment utilisée de nos jours en analyse musicale, le tonnetz, mieux développé dans De harmoniæ veris principiis per speculum musicum repræsentatis en 1774.

## Autres sciences
Leonhard Euler a également contribué à d'autres sciences, comme certains domaines des sciences physiques, en étudiant par exemple le mouvement de la Lune ou l'effet de la machine de Segner, prototype des turbines hydrauliques.

### Physique et astronomie
Euler a contribué à l'élaboration de la théorie d'Euler-Bernoulli, qui est un modèle décrivant la flexion des poutres en résistance des matériaux. En dehors de l'application avec succès de ses outils d'analyse aux problèmes liés à la mécanique newtonienne, Euler a également appliqué ses techniques à des problèmes d'astronomie. Ses travaux dans cette science ont été reconnus par un certain nombre de prix décernés par l'Académie de Paris au cours de sa carrière. Ses réalisations comprennent la détermination avec une grande précision des orbites des comètes et des autres corps célestes, mais aussi la compréhension de la nature des comètes, et le calcul de la parallaxe du Soleil. Ses calculs ont également contribué à l'élaboration de tables précises de longitudes,.
En dynamique des fluides, analysant le fonctionnement de la machine de Segner, Euler fut le premier à poser les équations désormais connues sous le nom d'équations d'Euler des fluides parfaits, dans « Mémoires de l'Académie royale des sciences et des belles lettres de Berlin » (1751-1754). Elles permettent le calcul de nombreux écoulements, comme la circulation sanguine, l'aérodynamique des automobiles et des avions, l'hydraulique, l'océanographie, la météorologie ou la Grande Tache rouge de Jupiter. Dans son traité de 1754 (Théorie plus complète des machines qui sont mises en mouvement par la réaction de l'eau), Euler propose pour la roue à eau de Segner des améliorations étayées par des figures qui, selon l'hydraulicien saxon G. Zeuner, en font pratiquement l'inventeur des turbines totales : il indique que l'eau doit être amenée sur le rotor par l'intermédiaire de coursiers fixes carénés pour qu'il n'y ait aucun choc à l'admission, et par conséquent aucune variation brusque de vitesse ; il calcule ensuite la vitesse maximum que l'on peut obtenir pour une roue dont il donne les dimensions, et exprime les conditions d'obtention de ce maximum.
En outre, Euler a apporté d'importantes contributions à l’optique. Il a exprimé son désaccord avec la théorie corpusculaire de la lumière de Newton dans Opticks, qui était alors la théorie dominante. Ses documents des années 1740 sur l'optique ont contribué à faire en sorte que la théorie ondulatoire de la lumière proposée par Christian Huygens devienne la théorie la plus largement répandue, au moins jusqu'au développement de la théorie quantique de la lumière. Il a proposé de remédier à l'aberration chromatique par incorporation d'une pellicule d'eau dans les oculaires, mais ses recherches ont été sur ce point reléguées par les avancées techniques des Dollond.

### Logique
Il est aussi crédité pour avoir, avec l'aide des courbes fermées, illustré le raisonnement syllogistique, en 1768. Ces schémas sont désormais connus sous le nom de diagrammes d'Euler.

## Philosophie personnelle et croyances religieuses
Leonhard Euler et son ami Daniel Bernoulli ont été des adversaires de la Monadologie de Leibniz et de la philosophie de Christian Wolff. Euler a insisté sur le fait que la connaissance est fondée en partie sur la base de lois quantitatives précises. Les tendances religieuses d'Euler pourraient aussi avoir eu une incidence sur son aversion de la doctrine, il est allé jusqu'à qualifier les idées de Wolff de « sauvages et athées ».
Beaucoup de ce qui est connu des croyances religieuses d'Euler peut être déduit de ses Lettres à une princesse d'Allemagne sur divers sujets de physique et de philosophie et d'un ouvrage antérieur, Rettung der Göttlichen Offenbahrung Gegen die Einwürfe der Freygeister. Ces écrits montrent qu'Euler était un fervent chrétien qui estimait que la Bible avait été inspirée.
Une anecdote rapportée par Dieudonné Thiébault met en scène les croyances religieuses d'Euler. Le philosophe français Denis Diderot, en visite à Saint-Pétersbourg en 1773-1774, avait accepté, à la demande de l'impératrice Catherine II, de voir la preuve de l'existence de Dieu qu'Euler prétendait pouvoir produire. Les deux hommes se rencontrèrent donc et Euler, sur un ton d'une parfaite conviction annonça « Monsieur, (a + bn)/n = x ; donc Dieu existe, répondez ! » Le désarroi de Diderot, pour qui (selon l'anecdote) les mathématiques étaient incompréhensibles, provoqua les rires de la cour. Gêné, il demanda à quitter la Russie. Il est plus que probable que l'anecdote soit apocryphe et Thiébault ne prétend pas le contraire. De toute évidence, ce dernier n'était pas présent, ses mémoires sont tardifs, la formule prétendument donnée par Euler n'a aucun sens et Diderot n'était pas étranger aux mathématiques — comme l'atteste la réputation qu'il s'était faite avec ses Mémoires sur différents sujets de mathématiques entre autres.

## Publications

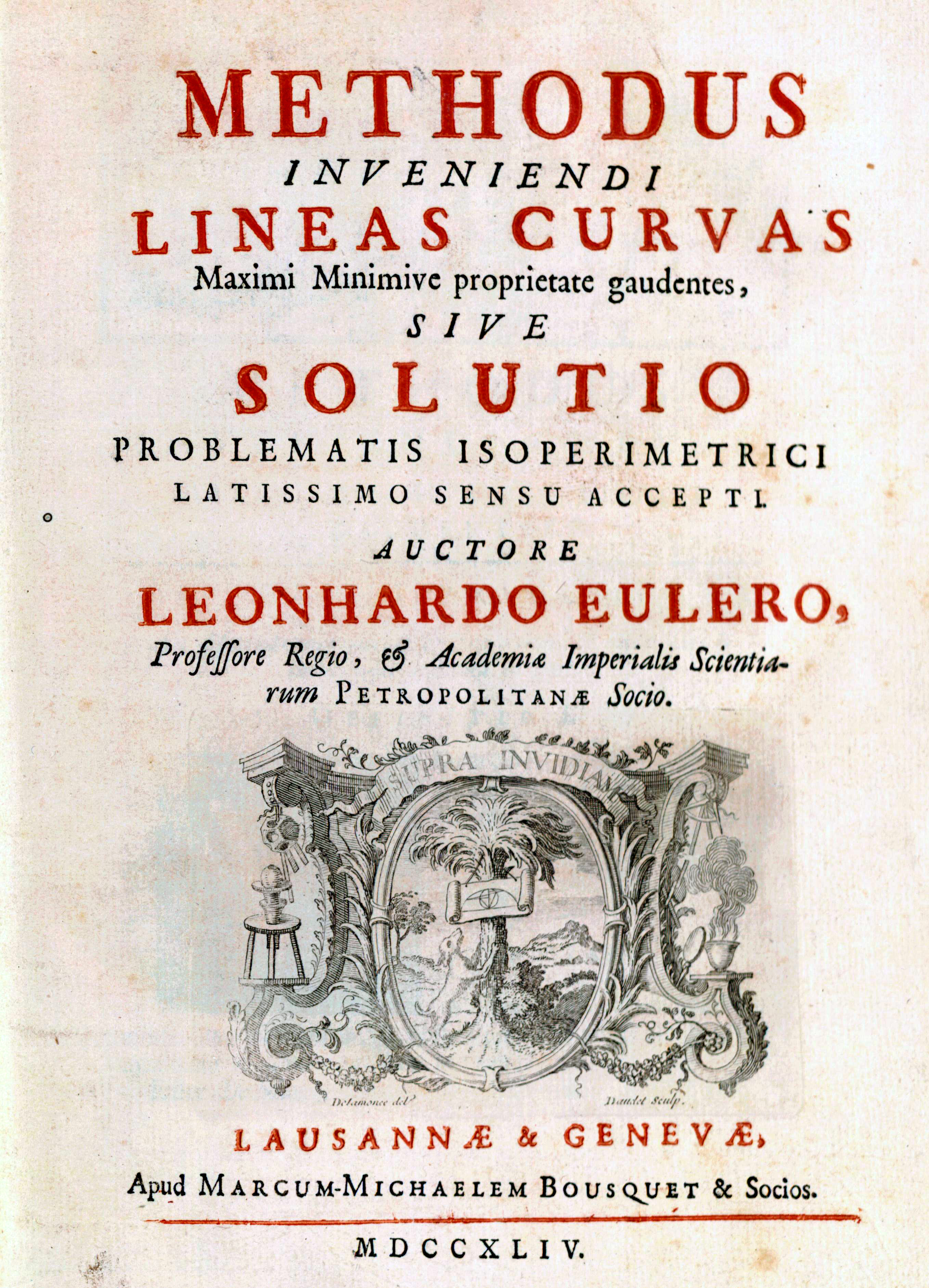
La couverture de Methodus inveniendi lineas curvas, écrit par Euler.

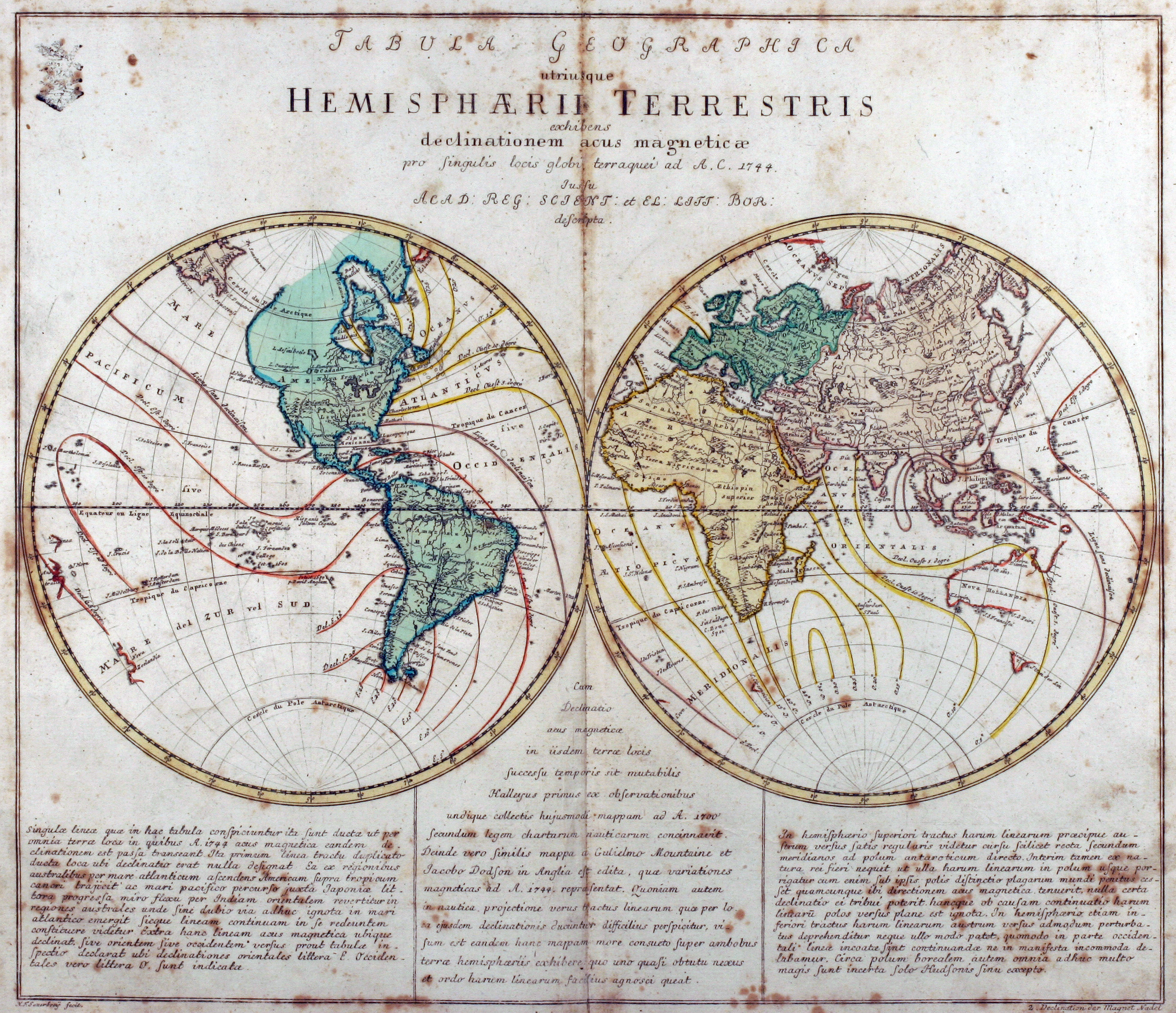
Euler, Tabula Geographica utriusque Hemisphaerii Terrestris, 1760.

Leonhard Euler a beaucoup écrit. Nombre de ses ouvrages sont disponibles en ligne sur Gallica. Ses ouvrages les plus connus sont :
- Éléments d'algèbre (en) — Cet ouvrage d'algèbre élémentaire commence par une discussion sur la nature des nombres et donne une introduction à l'algèbre, incluant les formules pour les solutions d'équations polynomiales. Écrit en 1765 en allemand sous le titre Vollständige Anleitung zur Algebra, traduction en russe publiée en 1770 par l'Académie des sciences de Saint-Pétersbourg, puis :
  - 1re éd. en allemand en 1770, en 2 volumes ;
  - traduit en français :
    - en 1774 par Jean III Bernoulli,
    - en 1807 par Jean-Guillaume Garnier ;

  - traduit en anglais (à partir des versions en français) :
    - en 1797 par Francis Horner (2e éd. : Johnson, 1810), incluant la traduction des Additions de 1774 par Lagrange ;
    - en 1822 par John Hewlett, éd. Longman ;
    - en 1824 par Charles Tayler.
- Introductio in analysin infinitorum, Marcum-Michaelem Bousquet & socios, 1748, Livre I :  (ISBN 0387968245), Livre II :  (ISBN 0387971327)
- Lettres à une Princesse d'Allemagne, Barthelemy Chirol, Genève, 1775 (lire en ligne).
- Methodus inveniendi lineas curvas maximi minimive proprietate gaudentes, sive solutio problematis isoperimetrici latissimo sensu accepti, 1744 ; le titre latin se traduit par « Une méthode pour trouver des lignes courbes jouissant de propriétés de maximum ou de minimum, ou la solution de problèmes isopérimétrique dans le sens le plus large ».
- Tractatus de numerorum doctrina capita sedecim, quæ supersunt (1849) : une introduction à la théorie des nombres, qu'Euler avait commencé à rédiger vers 1750 et annotée plus tard, puis abandonnée[63].
- Leonhard Euler, Écrits sur la musique, Tome 1 : Tentamen novæ theoria musicæ, et autres textes (Textes français avec introduction, présentation, commentaires historiques, mathématiques et musicaux par Renzo Caddeo, Xavier Hascher, Pierre Jehel, Athanase Papadopoulos et Hélène Papadopoulos), Hermann, Paris, 2015.  (ISBN 2705690921).
- Leonhard Euler, Écrits sur la musique, Tome 2 : Mémoires sur la musique, Lettres à une princesse d’Allemagne, Correspondance (Textes français avec introduction, présentation, commentaires historiques, mathématiques et musicaux par Renzo Caddeo, Xavier Hascher, Pierre Jehel, Athanase Papadopoulos et Hélène Papadopoulos), Hermann, Paris, 2015.  (ISBN 9782705691288).
- Leonhard Euler (trad. Bernouilli), L'arithmétique raisonnée et démontrée, Œuvre posthume, Chez Voss et fils et Decker et fils, 1792 (lire en ligne), disponible sur Gallica.

### Édition des œuvres complètes
Nommée Opera Omnia, la publication des écrits d'Euler par la Commission Euler de l'Académie suisse des sciences naturelles a débuté en 1911. Initialement prévue en trois séries, la décision d'en ajouter une quatrième comprenant sa correspondance est prise en 1967. Ces quatre séries, pour un total de plus de 80 volumes, se décomposent ainsi :
1. Opera mathematica
2. Opera mechanica et astronomica
3. Opera physica, Miscellanea
4. Commercium epistolicum

## Hommages et distinctions
- Euler est représenté sur la sixième série des billets suisses de 10 francs et sur des timbres-poste : Suisse en 1957, Allemagne de l'Est en 1950 et 1983, et URSS en 1957.
- L'astéroïde (2002) Euler a été nommé en son honneur[66].
- Euler est également honoré par l'Église luthérienne dans son calendrier, le 24 mai[67].
- Le sculpteur Jean-Dominique Rachette réalisa un buste d'Euler.

#### Bases de données et dictionnaires
- Ressources relatives à la recherche :   - The Academic Family Tree
  - Bibliothèque interuniversitaire de santé
  - Biodiversity Heritage Library
  - Digital Bibliography & Library Project
  - La France savante
  - MacTutor
  - Mathematical Reviews
  - Mathematics Genealogy Project
  - Science Museum
  - ZbMATH
- Ressources relatives aux beaux-arts :   - Bridgeman Art Library
  - British Museum
  - ECARTICO
  - Nationalmuseum
- Ressources relatives à la musique :   - Grove Music Online
  - Répertoire international des sources musicales
- Ressource relative à la vie publique :   - Documents diplomatiques suisses 1848-1975
- Ressource relative à l'astronomie :   - Biographical Encyclopedia of Astronomers
- Ressource relative à la santé :   - Bibliothèque interuniversitaire de santé
- Ressource relative à plusieurs domaines :   - Radio France
- Ressource relative à l'audiovisuel :   - IMDb
- Notices dans des dictionnaires ou encyclopédies généralistes :   - Britannica
  - Brockhaus
  - Den Store Danske Encyklopædi
  - Deutsche Biographie
  - Dictionnaire historique de la Suisse
  - Enciclopedia italiana
  - Enciclopedia De Agostini
  - Gran Enciclopèdia Catalana
  - Hrvatska Enciklopedija
  - Internetowa encyklopedia PWN
  - Larousse
  - Nationalencyklopedin
  - Proleksis enciklopedija
  - Store norske leksikon
  - Treccani
  - Universalis
  - Visuotinė lietuvių enciklopedija
- Notices d'autorité :   - VIAF
  - ISNI
  - BnF (données)
  - IdRef
  - LCCN
  - GND
  - Italie
  - Japon
  - CiNii
  - Espagne
  - Belgique
  - Pays-Bas
  - Pologne
  - Israël
  - NUKAT
  - Catalogne
  - Suède
  - Vatican
  - WorldCat